# Кзил-Мечеть
Кзил-Мече́ть (рос. Кзыил-Мечеть) — село у складі Тоцького району Оренбурзької області, Росія.
Стара назва — Кизил-Мечеть.

## Населення
Населення — 163 особи (2010; 314 у 2002).
Національний склад (станом на 2002 рік):
- татари — 95 %